# Kalthouma Nguembang
Kalthouma Nguembang là một chính trị gia Tchad, sinh vào đầu thế kỷ 20.
Năm 1964, bà đến thăm Hoa Kỳ cùng với Bourkou Louise Kabo.
Bà đã bị bắt vào năm 1973 vì âm mưu nhằm mục đích chống lại François Tombalbaye, nhà độc tài của Tchad. Vào thời điểm đó, bà là chủ tịch của bộ phận phụ nữ của đảng khi đó nắm quyền, Parti Progressiste Tchadien. Tháng 2 năm 1975, bà bị kết án bảy năm tù. Một thử nghiệm mới đã được chuẩn bị cho bà khi chính phủ của Tombalbaye bị lật đổ sau năm 1975.
Ngoài ra, chính quyền của Tombalbaye đã quyết định Fatimé Dordji là kẻ thù của nhà nước vì bà đã đặt tên cho một trong những đứa con của mình sau Nguembang, mặc dù Dordji tuyên bố bà đã đặt tên cho con mình trước khi bị Nguembang bắt giữ. Dordji bị giam giữ, buông tay ngay trước khi con gái chào đời, sau đó bị giam cầm 21 tháng.